# Grosny
Grosny (auch Grozny; russisch Гро́зный; tschetschenisch Соьлжа-ГӀала Sölscha-Ghala) ist die Hauptstadt der russischen Teilrepublik Tschetschenien. Die im Kaukasus gelegene Stadt hat 331.402 Einwohner und ist das wirtschaftliche und kulturelle Zentrum der autonomen Republik.

## Verwaltung und Geografie

Verwaltungsgliederung

Grosny ist in insgesamt vier Rajone unterteilt: Sawodskoi, Leninski, Oktjabrski und Staropromyslowski. Nur wenige Kilometer östlich von Grosny befindet sich die Stadt Argun. Durch Grosny fließt der Fluss Sunscha, der etwa 40 km nordöstlich der Stadt in den Terek einmündet.

## Bevölkerung
Grosny erlebte während der Zeit der Sowjetunion ein starkes Bevölkerungswachstum, die Einwohnerzahl stieg von etwa 172.000 auf fast 400.000 im Jahr 1989.
Im Gegensatz zum Rest Tschetscheniens stellten in Grosny die Russen bis zum Zerfall der Sowjetunion traditionell die Bevölkerungsmehrheit. 1939 waren 71 % der Bewohner Grosnys Russen und nur 14 % Tschetschenen. Weitere wichtige Minderheiten stellten damals Armenier (4,6 %) und Ukrainer (2,3 %) dar. Im Umland der Stadt waren Tschetschenen allerdings klar in der Mehrheit.
Der Anteil der Russen nahm seit den 1960er Jahren vor allem aufgrund der höheren Geburtenrate der Tschetschenen beständig ab. 1989 lag die Einwohnerzahl Grosnys bei fast 400.000, von denen 52,9 % Russen und 30,5 % Tschetschenen waren.
Bereits vor dem Ersten Tschetschenienkrieg verließen viele nicht-tschetschenische Einwohner die Stadt. 2002 hatte sie noch etwa 210.000 Einwohner; der ehemals multikulturelle Charakter der Stadt ging verloren. 2002 waren 95,7 % der Bevölkerung Grosnys ethnische Tschetschenen, der Anteil der Russen betrug 2,5 %, gefolgt von Inguschen (1 %) und anderen Minderheiten (0,8 %). In den letzten Jahren stieg die Einwohnerzahl Grosnys deutlich an, nachdem eine wirtschaftliche Erholung der Region einsetzte.
Im Jahr 2010 lag die Einwohnerzahl der Stadt bei 271.573, davon waren 93,73 % Tschetschenen, 3,30 % Russen, 2,96 % gehörten anderen Minderheiten an, darunter insbesondere Kumyken und Inguschen.
Im Jahr 2022 wuchs die Einwohnerzahl Grosnys auf 331.402 an.
| Jahr | Einw.   | Tsch.   | Rus.   | Ukr.  | Ing.  | Arm.  | Jud.   | Tat.  |
| ---- | ------- | ------- | ------ | ----- | ----- | ----- | ------ | ----- |
| 1897 | 15.564  | 3,2 %   | 66,5 % | 6,2 % |       | 2,3 % | 10,8 % |       |
| 1926 | 172.448 | 2,0 %   | 70,2 % | 8,0 % |       | 6,0 % | 2,9 %  | 3,3 % |
| 1939 | 172.448 | 14,0 %  | 71,0 % | 2,3 % |       | 4,6 % |        |       |
| 1959 | 242.068 | 6,7 %   | 78,1 % | 3,1 % | 1,0 % | 4,6 % |        |       |
| 1970 | 341.259 | 17,4 %  | 67,1 % | 2,5 % | 3,5 % | 3,9 % |        |       |
| 1979 | 375.326 | 24,2 %  | 59,9 % | 2,3 % | 4,8 % | 3,7 % |        |       |
| 1989 | 399.688 | 30,5 %  | 52,9 % | 2,4 % | 5,4 % | 3,6 % |        |       |
| 2002 | 210.720 | 95,7 %  | 2,5 %  | 0,1 % | 1,0 % | 0,1 % |        |       |
| 2010 | 271.573 | 93,73 % | 3,3 %  |       |       |       |        |       |
| 2020 | 305.911 |         |        |       |       |       |        |       |

Anmerkung: Die Daten entstammen den jeweiligen offiziellen Volkszählungen. In der Zusammensetzung sind alle Volksgruppen erwähnt, die beim jeweiligen Zensus mindestens 1 % der Bevölkerung ausmachten. Abkürzungen: Einw.: Einwohner; Tsch.: Tschetschenen; Rus.: Russen; Ukr.: Ukrainer; Ing.: Inguschen; Arm.: Armenier; Jud.: Juden; Tat.: Tataren

## Geschichte

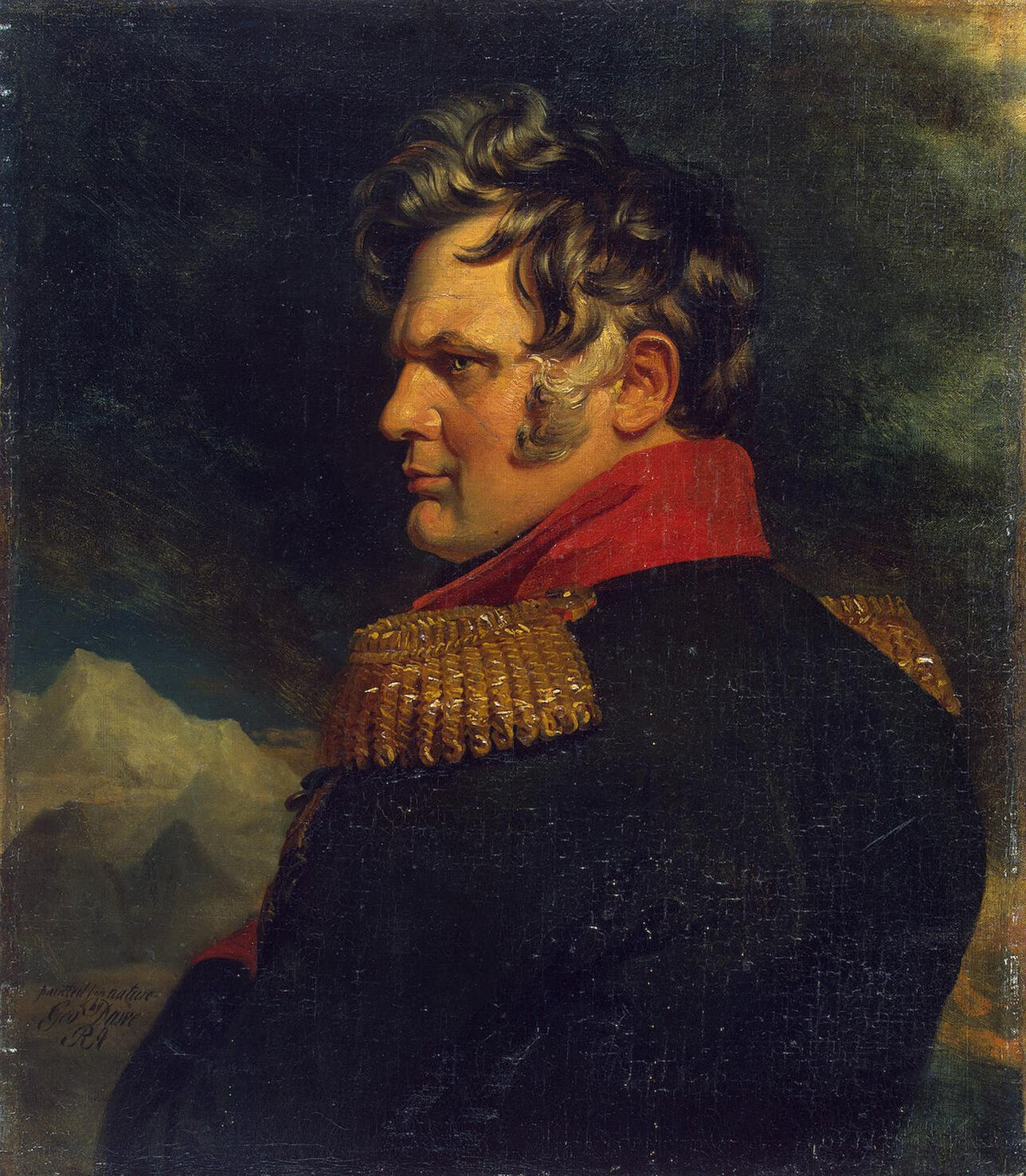
Gründer der Festung Grosnaja General Alexei Jermolow

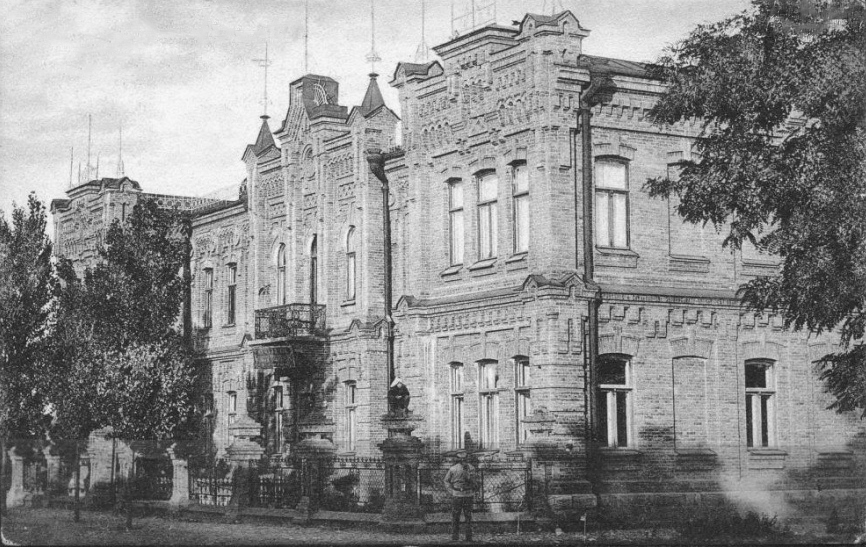
Altes Grosny

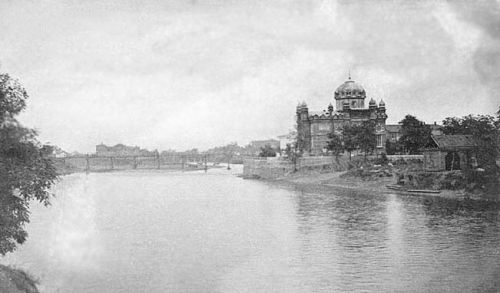
Grosny Anfang des 20. Jahrhunderts

Die Stadt wurde während des Großen Kaukasuskrieges im Jahre 1818 unter General Alexei Jermolow als russische Festung am Terek-Nebenfluss Sunscha (Су́нжа) gegründet und erhielt zunächst den Namen Grosnaja (dt. die Furchtgebietende). Die Bevölkerung bestand zunächst aus russischen Kosaken. Als die Festung zur Stadt anwuchs, wurde der Name 1870 in Grosny geändert (maskuline Form, dem Wort gorod (=Stadt) entsprechend). Während des russischen Bürgerkrieges wechselte Grosny zwischen 1917 und 1920 mehrfach den Besitzer, bis es 1920 endgültig von der Roten Armee erobert wurde. In den 1920er-Jahren überschritt die Stadt die Schwelle von 100.000 Einwohnern. Seit 1936 war Grosny die Hauptstadt der Tschetscheno-Inguschetischen ASSR innerhalb der Russischen Sowjetrepublik. Mit der sowjetischen Herrschaft zogen nun erstmals Tschetschenen in großen Zahlen in die Stadt, deren Bevölkerungsanteil von 2 % im Jahr 1926 auf 14 % im Jahr 1939 stieg.

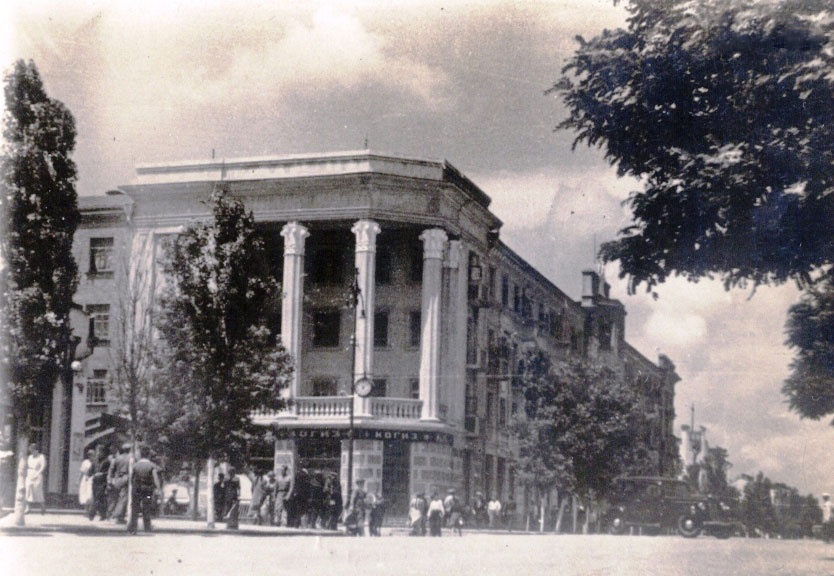
Grosny vor dem Zweiten Weltkrieg

Im Zweiten Weltkrieg wehrten sich junge Tschetschenen und Inguschen dagegen, zur Roten Armee eingezogen zu werden. Ein Großteil von ihnen beging Fahnenflucht. Mehr als die Hälfte der von der Roten Armee eingezogenen tschetschenischen und inguschischen Soldaten schloss sich der Wehrmacht an. Daraufhin beschuldigte Stalin Tschetschenen und Inguschen pauschal der Kollaboration mit den deutschen Invasoren und ließ die TschIASSR auflösen. Beide Volksgruppen wurden nahezu vollständig nach Zentralasien deportiert.
In Grosny bestand das Kriegsgefangenenlager 237 für deutsche Kriegsgefangene des Zweiten Weltkrieges.
Erst 1957 durften die deportierten Bevölkerungsgruppen im Zuge der Tauwetter-Periode unter Nikita Chruschtschow wieder in ihre Heimat zurückkehren. Nach deren Rückkehr kam es immer wieder zu ethnischen Spannungen zwischen den in Grosny lebenden Russen und Tschetschenen. De facto war die Gesellschaft in der Stadt nun geteilt. Russen, Ukrainer und Armenier arbeiteten meist in höheren Stellungen, während Tschetschenen auf dem Arbeitsmarkt häufig benachteiligt waren. 1973 demonstrierten Inguschen in Grosny für ihre Anerkennung als Nation. Das lehnte die sowjetische Regierung ab. Sie ließ den Inguschen mitteilen, dass die nordkaukasischen Völker „nicht rehabilitiert, sondern lediglich begnadigt“ worden seien.
1989 hatte Grosny 397.000 Einwohner.

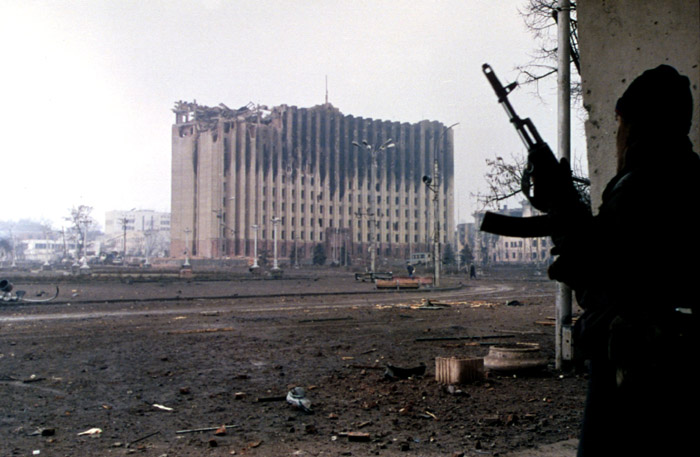
Ein tschetschenischer Kämpfer in der Nähe des Präsidentenpalastes, Januar 1995

Als die Sowjetunion 1991 zerfiel, bildete sich in Tschetschenien um Dschochar Dudajew eine Bewegung, die die Unabhängigkeit Tschetscheniens forderte. Die unabhängige Tschetschenische Republik Itschkeria wurde noch 1991 ausgerufen, mit Dudajew als erstem Präsidenten. Dies wurde jedoch weder von Russland, auf dessen Staatsgebiet Tschetschenien lag, noch von der internationalen Gemeinschaft anerkannt. Es begann eine „Tschetschenisierung“ sämtlicher Lebensbereiche, die gepaart mit ethnisch gefärbter Gewalt und Kriminalität einen Massenexodus der nicht-tschetschenischen Bevölkerungsgruppen, insbesondere von Russen, Ukrainern und Armeniern, nach sich zog.

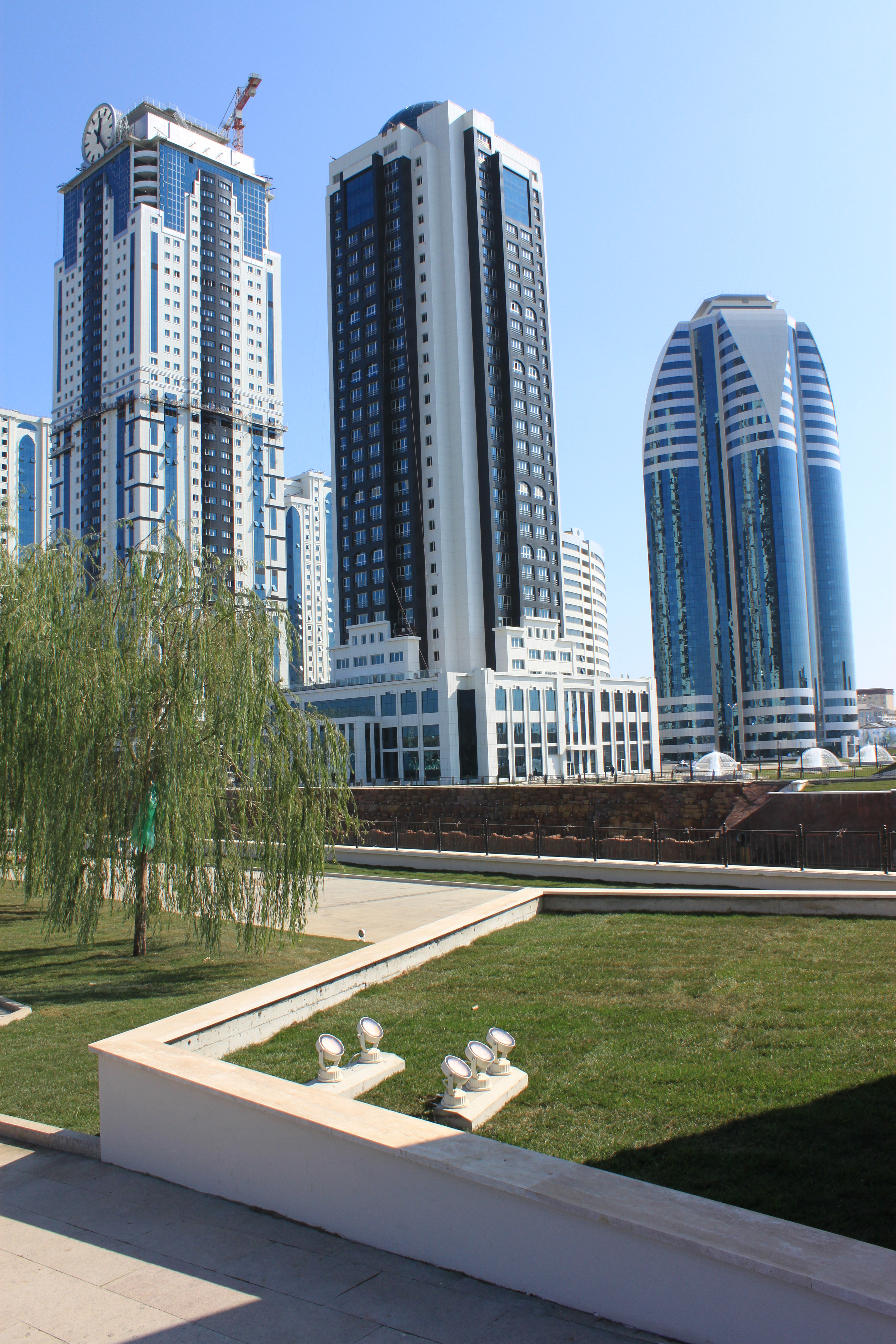
Moderne Hochhäuser in Grosny

Am 29. November 1994 beschloss der Sicherheitsrat der Russischen Föderation unter seinem Ersten Sekretär Oleg Lobow ohne Konsultation der übrigen Institutionen den Angriff auf Tschetschenien, um die Kontrolle über die Region zurückzuerlangen. Etwa 40.000 Soldaten marschierten in Tschetschenien ein und nahmen nach zweimonatigen Kämpfen auch Grosny ein. Bei der Belagerung der Stadt im Januar 1995 starben nach Schätzungen etwa 25.000 Menschen durch tagelangen Artilleriebeschuss.
Der Erste Tschetschenienkrieg nahm aber eine für Russland überraschende Wendung: durch eine gezielte Guerillataktik gelang es tschetschenischen Rebellen, die russischen Truppen zu demoralisieren. Im August 1996 wurde Grosny von tschetschenischen Rebellen zurückerobert. Kurz darauf zogen sich die russischen Truppen schließlich aus Tschetschenien zurück; das Land war de facto unabhängig. Nach dem Tod Dschochar Dudajews wurde Grosny von 1998 bis 1999 zu dessen Ehren zeitweise auch 'Джовхар-ГӀала'/Dschowchar Ghala genannt.
1999 begann nach einem Angriff tschetschenischer Islamisten auf die Nachbarprovinz Dagestan der Zweite Tschetschenienkrieg. Im Verlaufe des Krieges gelang es Russland unter Wladimir Putin schnell, die Kontrolle über ganz Tschetschenien wiederzuerlangen.

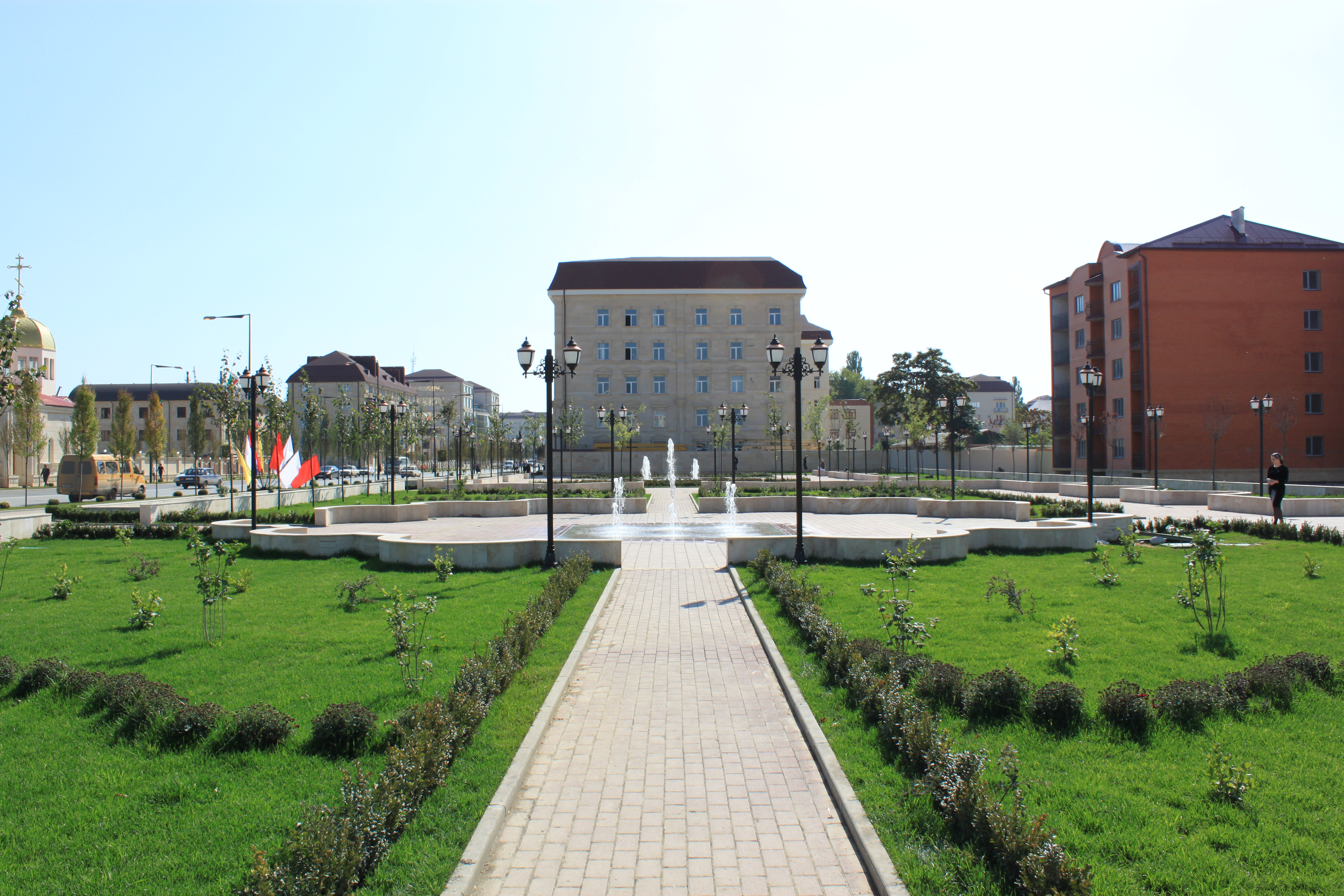
Platz im Zentrum der Stadt

Die tschetschenischen Rebellengruppen zogen sich in den Untergrund zurück; Tschetschenien wurde als Tschetschenische Republik eine autonome Republik innerhalb der Russischen Föderation und eine moskautreue Regierung unter Achmat Kadyrow wurde eingesetzt. Nach dem Frühjahr 2000 gab es kaum mehr offene Kampfhandlungen. 2009 erklärte die russischen Regierung den Zweiten Tschetschenienkrieg offiziell für beendet. Bei der zweiten Schlacht um die Stadt kamen erneut tausende Zivilisten ums Leben.
Durch die beiden Kriege wurde ein Großteil von Grosny und dessen Infrastruktur zerstört, darunter auch das Straßenbahn- und das Trolleybusnetz.
In den Jahren danach flossen große Mengen russischer Steuergelder in den tschetschenischen Wiederaufbau. Das Abwasser-, Wasser-, Elektrizitäts- und Fernwärmenetz Grosnys wurde repariert. Dazu kamen 250 Kilometer instandgesetzte Straßen, 13 Brücken und ungefähr 900 neue Geschäfte. Auch die Einwohnerzahl stieg mittlerweile wieder stark an.
Im Dezember 2005 wandte sich das tschetschenische Parlament mit der Bitte an die russische Führung, Grosny in Achmadkala (Achmadburg) umzubenennen. „Mit dem alten Namen [seien] die dunkelsten Kapitel des tschetschenischen Volkes verbunden“, hieß es in dem Antrag. Der neue Name solle an den moskautreuen Präsidenten Achmat Kadyrow erinnern, der 2004 getötet wurde. Letztlich kam es nicht zur Umbenennung.
2008 wurde in Grosny die neue Achmat-Kadyrow-Moschee eröffnet. In Ehrerbietung vor dem, der seine Herrschaft stützt, ließ der tschetschenische Präsident Ramsan Kadyrow die Siegesallee in Putin-Prospekt umbenennen.

## Sport
Der 1946 gegründete Fußballverein Achmat Grosny wurde 2004 russischer Pokalsieger und durfte damit im UEFA-Cup starten. Seine Heimspiele trägt er in der über 30.000 Zuschauer fassenden und 2011 eröffneten Achmat-Arena aus. Darüber hinaus ist Grosny ein bedeutendes Zentrum der Sportarten Ringen und Gewichtheben. Der örtliche Volleyballverein war zudem mehrfacher sowjetischer Meister.
Im Juli 2011 war Grosny Austragungsort der 9. Schüler-Europameisterschaften im Amateurboxen.

## Wirtschaft
Grosny ist das Zentrum eines bedeutenden Erdölförderungsgebietes, was die strategische Bedeutung der Stadt erklärt. Darüber hinaus gibt es zahlreiche Unternehmen aus dem produzierenden Gewerbe in der Stadt.

## Verkehr
Über die Fernstraße R217 Kawkas ist die Stadt an das russische Fernstraßennetz angebunden. Der Flughafen Grosny befindet sich sieben Kilometer nördlich des Zentrums.

## Sehenswürdigkeiten

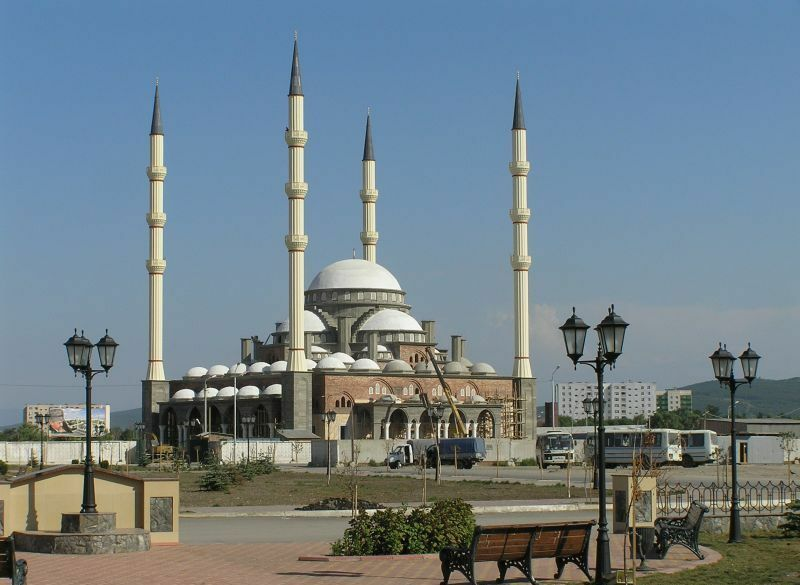
Achmad-Kadyrow-Moschee (Juli 2007)

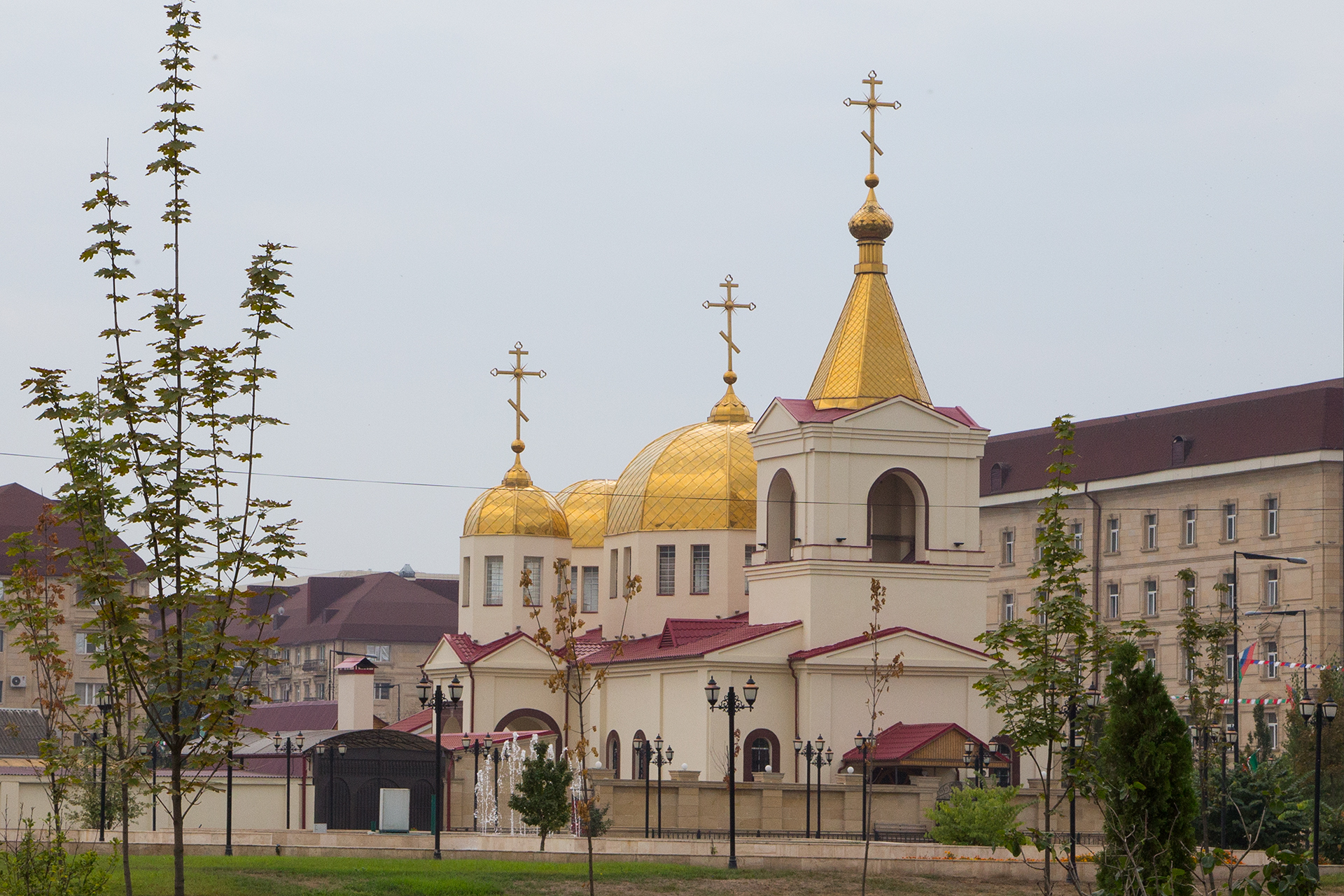
Die Erzengel-Michael-Kirche (2015)

Die am 17. Oktober 2008 eingeweihte Achmat-Kadyrow-Moschee ist mit zehntausend Plätzen die größte Moschee Russlands. Ihre Minarette sind 62 m hoch. Die 1868 von den Terekkosaken erbaute orthodoxe Erzengel-Michael-Kirche wurde während der beiden Kriege schwer beschädigt, im Jahr 2009 wurden jedoch die Renovierungsarbeiten abgeschlossen und die Kirche feierlich wieder eingeweiht.
In den letzten Jahren entstand mit Grosny-City (Грозный-Сити) auch ein modernes Hochhauszentrum in der Stadt. Seit 2016 wird hier der Achmat Tower gebaut. Mit 435 m geplanter Höhe soll es bei Fertigstellung – voraussichtlich 2028 – eines der höchsten Gebäude Europas werden.
Am 7. Oktober 2015 – dem Geburtstag von Wladimir Putin – wurde in Grosny der angeblich größte Springbrunnen der Welt eingeweiht. Auf einer Fläche von 40 × 300 Meter befinden sich zahlreiche Fontänen, deren drei höchste 100 bzw. 80 und 60 Meter erreichen. Mit Hochdruck wird ein Wasserbildschirm erzeugt mit einer Fläche von 18 auf 25 Metern, auf dem Videoclips gezeigt werden können. Die Kosten werden mit 60 Milliarden Rubel angegeben, die angeblich nicht aus dem Staatsbudget stammen. Die Kosten der Anlage, zu der auch Hotels gehören, wurden bei der Einweihung kritisiert.

## Bildungseinrichtungen
- Akademisches M.-D.-Millionschtschikow-Erdölinstitut Grosny
- Offenes Geisteswissenschaftliches Institut
- Tschetschenische Staatliche Universität
- Tschetschenisches Staatliches Pädagogisches Institut

## Söhne und Töchter der Stadt
- Raissa Achmatowa (1928–1992), Dichterin
- Islambek Albijew (* 1988), Ringer
- Tatjana Anissimowa (* 1949), Hürdenläuferin
- Israil Arsamakow (* 1962), Gewichtheber
- Ruslan Chasbulatow (1942–2023), Politiker und Professor der Wirtschaftswissenschaften
- Serge Chermayeff (1900–1996), US-amerikanischer Architekt
- Aslan Daschajew (* 1989), Fußballspieler
- Alexander Degtjar (1908–1981), Schauspieler
- Magomed (Mago) Dovjenko (* 1993), russisch-deutscher Designer
- Timur Enejew (1924–2019), Physiker und Mathematiker
- Kanta Ibragimow (* 1960), Schriftsteller
- Julija Jefimowa (* 1992), Schwimmerin
- Lidija Jussupowa (* 1961), Menschenrechtlerin
- Anatoli Karazuba (1937–2008), Mathematiker
- Alexei Kallima (* 1969), Künstler
- Mamed Khalidov (* 1980), polnischer MMA-Kämpfer tschetschenischer Abstammung
- Islam Mazijew (* 1973), Judoka
- Michail Millionschtschikow (1913–1973), Physiker, Professor und Vizepräsident der Akademie der Wissenschaften der UdSSR
- Juri Radonjak (1935–2013), Boxer
- Makka Sagaipowa (* 1987), Sängerin und Tänzerin
- Iwan Sawizki (* 1992), Radrennfahrer
- Polina Scherebzowa (* 1985), Schriftstellerin
- Lula Schumalajewa (1960–2019), Dichterin
- Hamsat Shadalov (* 1998), Boxsportler
- Riswan Taschajew (* 2003), Fußballspieler
- Swetlana Tschatschawa (1926–2003), Schauspielerin und Synchronsprecherin
- Ljudmila Turischtschewa (* 1952), Turnerin, dreifache Olympiasiegerin, Welt- und Europameisterin
- Baschir Warajew (* 1964), Judoka

## Ehrenbürger
- Mohamed Salah (* 1992), ägyptischer Fußballspieler
- Gérard Depardieu (* 1948), französischer Schauspieler[14]

## Klimatabelle
|                       | Jan  | Feb  | Mär  | Apr  | Mai  | Jun  | Jul  | Aug  | Sep  | Okt  | Nov | Dez  |   |      |
| Mittl. Tagesmax. (°C) | 0,6  | 2,5  | 8,7  | 17,9 | 23,7 | 27,9 | 30,5 | 29,7 | 24,7 | 16,6 | 9,3 | 3,2  | ⌀ | 16,3 |
| Mittl. Tagesmin. (°C) | −6,2 | −4,9 | −0,5 | 5,4  | 11,0 | 15,4 | 18,2 | 17,2 | 12,7 | 6,1  | 1,8 | −3,0 | ⌀ | 6,2  |
|                       |      |      |      |      |      |      |      |      |      |      |     |      |   |      |
| Niederschlag (mm)     | 19   | 21   | 23   | 33   | 57   | 72   | 57   | 44   | 33   | 30   | 26  | 24   | Σ | 439  |
|                       |      |      |      |      |      |      |      |      |      |      |     |      |   |      |
| Regentage (d)         | 5    | 5    | 5    | 5    | 7    | 8    | 6    | 6    | 5    | 6    | 6   | 6    | Σ | 70   |

| −6,2 |

| −4,9 |

| −0,5 |

| 5,4 |

| 11,0 |

| 15,4 |

| 18,2 |

| 17,2 |

| 12,7 |

| 6,1 |

| 1,8 |

| −3,0 |

| −6,2 |

| −4,9 |

| −0,5 |

| 5,4 |

| 11,0 |

| 15,4 |

| 18,2 |

| 17,2 |

| 12,7 |

| 6,1 |

| 1,8 |

| −3,0 |